# Orden del Milano Dorado
La Orden del Milano Dorado (金鵄勲章 Kinshi Kunshō?) fue una orden que se entregó desde 1890 hasta 1945 en Japón. Fue establecida el 12 de febrero de 1890 por el Emperador Meiji en conmemoración de Jinmu Tennō, el 1.er Emperador de Japón. Fue abolida oficialmente por el Comandante Supremo de las Fuerzas Aliadas durante la ocupación de Japón en 1947.
La Orden del Milano Dorado era un premio exclusivamente militar, conferido por valentía, liderazgo o mando en la batalla. Se ubicó justo por debajo de la Orden del Crisantemo en precedencia y fue el equivalente militar de la actual Orden de las Flores de Paulownia. Junto con la distinción de la Orden se entregaba, desde 1916, un plus monetario hasta que fue abolido en 1940. Cada clase tenía su suma de dinero que iban desde los 1500 yenes de la 1.ª, hasta los 150 de la 7.ª.

## Historia
La insignia representa un milano de oro, un mensajero del kami según lo descrito en la crónica japonesa antigua nihonshoki, que ayudó al Emperador Jinmu a derrotar a sus enemigos en batalla. El milano de oro se alza sobre una estrella de ocho puntas con treinta y dos rayas esmaltadas en rojo. Debajo del milano se encuentran dos escudos samuráis antiguos cruzados en azul esmaltado, con dos espadas cruzadas esmaltadas de amarillo, con empuñaduras de plata. En un lado está una alabarda (verde esmaltado con los ornamentos blancos), con el símbolo mitsutomoe del sintoísmo en banderas rojas.

### Clases
| Cintas de la Orden del Milano Dorado |
| ------------------------------------ |
| Gran Cordón                          |
| 2.ª Clase                            |
| 3.ª Clase                            |
| 4.ª Clase                            |
| 5.ª Clase                            |
| 6.ª Clase                            |
| 7.ª Clase                            |
| Cinta General de la Orden            |